# Ivan Burigotto
Ivan Burigotto (San Donà di Piave, 20 maggio 1935 – Gaggiano, 20 ottobre 2009) è stato un ciclista su strada italiano, professionista nel biennio 1960-1961.

## Biografia
Nato nel 1935 a San Donà di Piave, in provincia di Venezia, iniziò la carriera agonistica nel 1956, da dilettante, con la V.C. Bustese, vincendo poi nel 1959 la Coppa d'Inverno e La Nazionale a Romito Magra.
Nel 1960 passò professionista con la Molteni, prendendo parte al Giro di Lombardia di quell'anno, terminandolo al 98º posto. Nel 1961 si accasò per la prima parte di stagione alla Vov e per la seconda alla Ghigi, partecipando al Giro d'Italia di quell'anno, nel quale si dovette ritirare, e alla Milano-Sanremo 1961, dove arrivò 121º. Terminò la carriera nel 1961, a 26 anni.
Morì nel 2009, a 74 anni. 

## Palmarès
- 1959 (Dilettanti)

Coppa d'Inverno
La Nazionale a Romito Magra

## Piazzamenti

### Grandi Giri
- Giro d'Italia

1961: ritirato

### Classiche monumento
- Milano-Sanremo

1961: 121º
- Giro di Lombardia

1960: 98º